# NGC 1073
NGC 1073 is een balkspiraalstelsel in het sterrenbeeld Walvis. Het hemelobject ligt 54 miljoen lichtjaar (16,7 × 106 parsec) van de Aarde verwijderd en werd op 9 oktober 1785 ontdekt door de Duits-Britse astronoom William Herschel.

## Synoniemen
- GC 602
- IRAS 02411+0109
- 2MASX J02434059+0122331
- H 3.455
- MCG +00-08-001
- PGC 10329
- UGC 2210
- ZWG 389.2389-002
- HIPASS J0243+01